# Верхняя лобная борозда
Верхняя лобная борозда (лат. sulcus frontalis superior) расположена в верхней части префронтальной коры лобной доли головного мозга. Она отходит кпереди почти под прямым углом от верхней прецентральной борозды и располагается между верхней и средней лобными извилинами.

## Дополнительные изображения
- Боковая поверхность левого полушария (вид сверху), верхняя лобная борозда отмечена красным
- Головной мозг, вид сверху. Верхняя лобная борозда отмечена цифрой 7.